# Salvadori's eremomela
De Salvadori's eremomela (Eremomela icteropygialis salvadorii) is een zangvogel uit de familie Cisticolidae. Eerder werd deze vogel beschouwd als een aparte soort (Eremomela salvadorii) maar bij een taxonomische herziening in 2024 is het een ondersoort geworden van de geelbuikeremomela.

## Verspreiding en leefgebied
Deze vogel komt voor van oostelijk Congo-Kinshasa tot zuidoostelijk Gabon, het centrale plateau van Angola en westelijk Zambia.